# Borghild Arnér
Valdy Borghild Margareta Arnér, ogift Cedermark, född 30 april 1911 i Tierp, död 6 april 2001 i Oscars församling i Stockholm, var en svensk pianopedagog, kompositör och textförfattare. 
Borghild Arnér utgav flera barnvisesamlingar. En av hennes mest kända visor är "Gullefjun".
Hon var gift med organisten Gotthard Arnér från 1937 till 1967.
Borghild Arnér är begravd på Norra begravningsplatsen utanför Stockholm.

## Verk (i urval)
- 1946 – Lill-Karins visor
- 1952 – Våra glada visor klinga
- 1955 – Sju särdeles sjungande ungar
- 1960 – Elva dromedarer